# Championnat d'Éthiopie de football
Le championnat d'Éthiopie de football est une compétition créée en 1944 réunissant les meilleurs clubs éthiopiens. La formule utilisée pour la compétition est une poule unique de seize formations, qui se rencontrent à deux reprises au cours de la saison. Les trois derniers du classement sont relégués et remplacés par les trois meilleures équipes de deuxième division. Le vainqueur du championnat se qualifie pour la Ligue des champions de la CAF.
Saint-George SC est le club le plus titré du pays. Awassa City est la dernière équipe basée hors de la capitale à avoir remporté le titre, lors de la saison 2006-2007.

## Palmarès
| Année                                   | Champion                        |
| 1944                                    | B.M.M.E. (1)                    |
| Championnat non joué entre 1945 et 1947 |                                 |
| 1948                                    | Key Baher (1)                   |
| 1949                                    | Army Mechal Defense SC (1)      |
| 1950                                    | Saint-George SC (1)             |
| 1951                                    | Army Mechal Defense SC (2)      |
| 1952                                    | Army Mechal Defense SC (3)      |
| 1953                                    | Army Mechal Defense SC (4)      |
| 1954                                    | Army Mechal Defense SC (5)      |
| 1955                                    | Hamassien (1)                   |
| 1956                                    | Army Mechal Defense SC (6)      |
| 1957                                    | Hamassien (2)                   |
| 1958                                    | Embassoria (1)                  |
| 1959                                    | Tele SC (1)                     |
| 1960                                    | Cotton Factory (1)              |
| 1961                                    | Ethio-Cement (1)                |
| 1962                                    | Cotton Factory (2)              |
| 1963                                    | Cotton Factory (3)              |
| 1964                                    | Ethio-Cement (2)                |
| 1965                                    | Cotton Factory (4)              |
| 1966                                    | Saint-George SC (2)             |
| 1967                                    | Saint-George SC (3)             |
| 1968                                    | Saint-George SC (4)             |
| 1969                                    | Tele SC (2)                     |
| 1970                                    | Tele SC (3)                     |
| 1971                                    | Saint-George SC (5)             |
| 1972                                    | Asmara Brewery FC (1)           |
| 1973                                    | Asmara Brewery FC (2)           |
| 1974                                    | Embassoria (2)                  |
| 1975                                    | Saint-George SC (6)             |
| 1976                                    | Army Mechal Defense SC (7)      |
| 1977                                    | Medr Babur (1)                  |
| 1978                                    | Ogaden Anbassa (1)              |
| 1979                                    | Omedla (1)                      |
| 1980                                    | Tegl Fre (1)                    |
| 1981                                    | Ermejachen (1)                  |
| 1982                                    | Army Mechal Defense SC (8)      |
| 1983                                    | Cotton Factory (5)              |
| 1984                                    | Army Mechal Defense SC (9)      |
| 1985                                    | Saint-George SC (7)             |
| 1986                                    | Saint-George SC (8)             |
| 1987                                    | Saint-George SC (9)             |
| 1988                                    | Army Mechal Defense SC (10)     |
| 1989                                    | Army Mechal Defense SC (11)     |
| 1990                                    | Saint-George SC (10)            |
| 1991                                    | Saint-George SC (11)            |
| 1992                                    | Saint-George SC (12)            |
| 1993                                    | E.E.P.C. FC (1)                 |
| 1994                                    | Saint-George SC (13)            |
| 1995                                    | Saint-George SC (14)            |
| 1996                                    | Saint-George SC (15)            |
| 1997                                    | Ethiopian Coffee Sport Club (1) |
| 1998                                    | E.E.P.C. FC (2)                 |
| 1999                                    | Saint-George SC (16)            |
| 2000                                    | Saint-George SC (17)            |
| 2001                                    | E.E.P.C. FC (3)                 |
| 2002                                    | Saint-George SC (18)            |
| 2003                                    | Saint-George SC (19)            |
| 2004                                    | Awassa City FC (1)              |
| 2005                                    | Saint-George SC (20)            |
| 2006                                    | Saint-George SC (21)            |
| 2007                                    | Awassa City FC (2)              |
| 2008                                    | Saint-George SC (22)            |
| 2009                                    | Saint-George SC (23)            |
| 2010                                    | Saint-George SC (24)            |
| 2011                                    | Ethiopian Coffee Sport Club (2) |
| 2012                                    | Saint-George SC (25)            |
| 2013                                    | Dedebit FC (1)                  |
| 2014                                    | Saint-George SC (26)            |
| 2015                                    | Saint-George SC (27)            |
| 2016                                    | Saint-George SC (28)            |
| 2017                                    | Saint-George SC (29)            |
| 2018                                    | Jimma Aba Jifar FC (1)          |
| 2019                                    | Mekele 70 Enderta (1)           |
| 2020                                    | Championnat abandonné           |
| 2021                                    | Fasil City (1)                  |
| 2022                                    | Saint-George SC (30)            |
| 2023                                    | Saint-George SC (31)            |
| 2024                                    | Commercial Bank of Ethiopia (1) |
| 2025                                    | Ethiopian Insurance (1)         |

## Bilan
| Club                        | Titres | Années |
| --------------------------- | ------ | --- |
| Saint-George S.C.           | 31     | 1950, 1966, 1967, 1968, 1971, 1975, 1985, 1986, 1987, 1990, 1991, 1992, 1994, 1995, 1996, 1999, 2000, 2002, 2003, 2005, 2006, 2008, 2009, 2010, 2012, 2014, 2015, 2016, 2017, 2022, 2023 |
| Army Mechal Defense S.C.    | 11     | 1949, 1951, 1952, 1953, 1954, 1956, 1976, 1982, 1984, 1988, 1989 |
| Cotton Factory              | 5      | 1960, 1962, 1963, 1965, 1983 |
| Tele S.C.                   | 3      | 1959, 1969, 1970 |
| E.E.P.C. F.C.               | 3      | 1993, 1998, 2001 |
| Hamassien                   | 2      | 1955, 1957 |
| Embassoria                  | 2      | 1958, 1974 |
| Ethio-Cement                | 2      | 1961, 1964 |
| Asmara Brewery F.C.         | 2      | 1972, 1973 |
| Ethiopian Coffee S.C.       | 2      | 1997, 2011 |
| Awassa City F.C.            | 2      | 2004, 2007 |
| B.M.M.E.                    | 1      | 1944 |
| Key Baher                   | 1      | 1948 |
| Medr Babur                  | 1      | 1977 |
| Ogaden Anbassa              | 1      | 1978 |
| Omedla                      | 1      | 1979 |
| Tegl Fre                    | 1      | 1980 |
| Ermejachen                  | 1      | 1981 |
| Jimma Aba Jifar FC          | 1      | 2018 |
| Mekele 70 Enderta           | 1      | 2019 |
| Fasil Kenema SC             | 1      | 2021 |
| Commercial Bank of Ethiopia | 1      | 2024 |
| Ethiopian Insurance         | 1      | 2025 |